# Bissy-la-Mâconnaise
Bissy-la-Mâconnaise és un municipi francès, situat al departament de Saona i Loira i a la regió de Borgonya - Franc Comtat. L'any 2007 tenia 182 habitants.

## Demografia

### Població
El 2007 la població de fet de Bissy-la-Mâconnaise era de 182 persones. Hi havia 75 famílies, de les quals 24 eren unipersonals (7 homes vivint sols i 17 dones vivint soles), 17 parelles sense fills, 24 parelles amb fills i 10 famílies monoparentals amb fills.
La població ha evolucionat segons el següent gràfic:
Habitants censats

### Habitatges
El 2007 hi havia 102 habitatges, 76 eren l'habitatge principal de la família, 22 eren segones residències i 4 estaven desocupats. 100 eren cases i 3 eren apartaments. Dels 76 habitatges principals, 66 estaven ocupats pels seus propietaris, 9 estaven llogats i ocupats pels llogaters i 2 estaven cedits a títol gratuït; 3 tenien dues cambres, 8 en tenien tres, 22 en tenien quatre i 43 en tenien cinc o més. 67 habitatges disposaven pel capbaix d'una plaça de pàrquing. A 31 habitatges hi havia un automòbil i a 40 n'hi havia dos o més.

### Piràmide de població
La piràmide de població per edats i sexe el 2009 era:
| Homes | Edats   | Dones |
| ----- | ------- | ----- |
| 0     | 95 o +  | 0     |
| 0     | 90 a 94 | 0     |
| 0     | 85 a 89 | 8     |
| 4     | 80 a 84 | 4     |
| 0     | 75 a 79 | 0     |
| 0     | 70 a 74 | 4     |
| 4     | 65 a 69 | 4     |
| 4     | 60 a 64 | 0     |
| 4     | 55 a 59 | 4     |
| 4     | 50 a 54 | 16    |
| 4     | 45 a 49 | 4     |
| 16    | 40 a 44 | 8     |
| 4     | 35 a 39 | 8     |
| 8     | 30 a 34 | 8     |
| 0     | 25 a 29 | 8     |
| 4     | 20 a 24 | 0     |
| 8     | 15 a 19 | 4     |
| 8     | 10 a 14 | 12    |
| 20    | 5 a 9   | 8     |
| 4     | 0 a 4   | 4     |

## Economia
El 2007 la població en edat de treballar era de 120 persones, 100 eren actives i 20 eren inactives. De les 100 persones actives 95 estaven ocupades (51 homes i 44 dones) i 5 estaven aturades (2 homes i 3 dones). De les 20 persones inactives 10 estaven jubilades, 8 estaven estudiant i 2 estaven classificades com a «altres inactius».

### Ingressos
El 2009 a Bissy-la-Mâconnaise hi havia 87 unitats fiscals que integraven 220 persones, la mediana anual d'ingressos fiscals per persona era de 19.375 €.

### Activitats econòmiques
Dels 9 establiments que hi havia el 2007, 4 eren d'empreses de construcció, 1 d'una empresa de comerç i reparació d'automòbils, 1 d'una empresa d'hostatgeria i restauració, 2 d'empreses de serveis i 1 d'una empresa classificada com a «altres activitats de serveis».
Dels 3 establiments de servei als particulars que hi havia el 2009, 2 eren paletes i 1 restaurant.
L'any 2000 a Bissy-la-Mâconnaise hi havia 13 explotacions agrícoles que ocupaven un total de 342 hectàrees.

## Poblacions més properes
El següent diagrama mostra les poblacions més properes.